# Florian Maurice
Florian Maurice (Sainte-Foy-lès-Lyon, 20 de gener de 1974) és un exfutbolista professional francès, que ocupava la posició de davanter.

## Trajectòria
Format al planter de l'Olympique Lyonnais, la temporada 91/92 puja al primer equip, però no debutaria a la Ligue 1 fins a l'agost de 1992. Va reeixir a la campanya 94/95, en la qual va marcar 15 gols. A la següent, en marca 18 i participa, amb França, a l'Europeu sub-21 i als Jocs Olímpics d'Atlanta.
L'agost de 1996 hi debuta amb la selecció absoluta francesa, comandada per Aimé Jacquet. Tota aquesta progressió es talla quan a la temporada 96/97 sofreix un trencament del tendó d'Aquil·les, que el manté apartat dels terrenys de joc durant mesos. L'estiu de 1997 marxa al Paris Saint-Germain FC, amb qui guanya, a l'any següent, la Copa de França i la Copa de la Lliga. Només hi milita una temporada al club parisenc, marcant onze gols.
L'estiu de 1998 fitxa per l'Olympique de Marsella. A la seua primera temporada hi marca 14 gols i ajuda el seu equip a arribar a la final de la Copa de la UEFA, que perdent davant la Parma italiana. Els següents anys sofreix xicotetes lesions que afecten el seu rendiment al club marsellès. El novembre de 1999 juga el seu darrer encontre amb França, una victòria davant Croàcia per 3 a 0. El davanter marca un dels gols.
La temporada 01/02 marxa al Celta de Vigo de la primera divisió espanyola, on no té massa fortuna. De nou a França, hi recala al SC Bastia. L'estiu del 2004 s'incorpora al recent ascendit FC Istres, amb qui juga final el gener de 2005. Al setembre d'eixe any s'hi retira, després d'haver disputat 10 partits amb el LB Chateauroux, de la Ligue 2.